# Darkdrive
Darkdrive est un film américain de science-fiction réalisé par Phillip J. Roth, sorti en 1997.

## Fiche technique
Source principale de la fiche technique :
- Titre original : Darkdrive
- Réalisation : Phillip J. Roth
- Scénario : Alec Carlin
- Direction artistique :
- Musique  : Jim Goodwin
- Décors :
- Costumes : Maggie Brown
- Photographie : Andrés Garretón
- Son :
- Montage : Christian McIntire
- Production : James Hollensteiner, Ken Olandt, Phillip J. Roth, Gian-Carlo Scandiuzzi
  - production associée : Lisa Hope, Jill Maxcy, Elizabeth Weintraub
- Société de production : Agate Films, Unified Film Organization
- Distribution :
  -  Mondial : IndieFlix
  -  États-Unis : Leo Films (DVD)
- Budget :
- Pays de production :  États-Unis
- Format : Couleur - Son : Stéréo - 1,85:1 - Format 35 mm
- Genre : action, science-fiction
- Durée : 88 minutes
- Dates de sortie :
  - Canada : 14 octobre 1997 (en DVD)
  - États-Unis : 18 août 1998 (en DVD)

## Distribution
Source principale de la distribution :
- Gian-Carlo Scandiuzzi : Matthew Stolopin
- Claire Stansfield : Tilda
- Nick Eldredge : Ken Allen
- Ken Olandt : Steven Falcon
- Christian W.C. Ryser : Tech One
- Suzanne Charnos : Tech Two
- Barry Ross Rinehart : Tech Three
- Christopher Goodson : Hacker
- Thomas Craig Elliott : Tye
- Natasha Roth : petite fille
- Natalie Scandiuzzi : Tammy
- Kerry Skalsky : Clerk
- Marcus Aurelius  : Dayton
- Eric Liddell : Byron
- Julie Benz : Julie Falcon